# We’re the Bastards
We’re the Bastards ist das zweite Studioalbum der walisischen Hard-Rock-Band Phil Campbell and the Bastard Sons. Das Album wurde am 13. November 2020 über Nuclear Blast veröffentlicht.

## Entstehung
Im Oktober 2019 veröffentlichte der Gitarrist Phil Campbell sein Soloalbum Old Lions Still Roar. Während eines Interviews mit dem deutschen Magazin Metal Hammer verriet Campbell, dass die Arbeiten an einem zweiten Studioalbum der Bastard Sons bereits begonnen haben. Laut dem Bassisten Tyla Campbell wollte die Band nach der Deutschland-Tournee im Dezember 2019 sich intensiv mit dem Songwriting beschäftigen, bevor für April 2020 die nächsten Konzerte anstanden. Diese wurden jedoch wegen der COVID-19-Pandemie verschoben. Eine Verschiebung des Albums wurde diskutiert, aber verworfen.
Die Lieder entstanden im Januar und Februar 2020. Laut Phil Campbell hätte Todd Campbell bereits zum Anfang des Prozesses fünf bis sechs fertige Lieder präsentiert, während er eine ähnliche Anzahl von Ideen parat hatte. Aus diesen Ideen schrieb die Band das komplette Album. We’re the Bastards wurde im April 2020 vom Gitarristen Todd Campbell aufgenommen und produziert. Während der Aufnahmen waren immer nur zwei Personen im Studio, die sich jeweils in getrennten Räumen befanden. Als Gastmusiker ist der Cro-Mags-Sänger Harley Flanagan bei dem Lied Destroyed zu hören. Gemischt wurde das Album von Søren Andersen.

## Veröffentlichung
Das Albumcover wurde von Matt Riste gezeichnet, der auch schon das Artwork für das Debütalbum entwarf. Die limitierte Digipak-Version enthält als Bonus die Lieder Big Mouth, Freak Show, Dark Days und Rock ’N’ Roll in Liveversionen. Für das Lied Son of a Gun sowie das Titellied We’re the Bastards wurden Musikvideos gedreht, während für Bite My Tongue ein Lyricvideo veröffentlicht wurde. Für das Video zu Son of a Gun musste jedes Bandmitglied einzeln gefilmt werden. Bei dem Video zu dem Lied We’re the Bastards rief die Band ihre Fans dazu auf, eigene Aufnahmen von sich einzusenden. Neben dem Album verkaufte die Band auch ein exklusiv angefertigtes T-Shirt, dessen Erlöse komplett an die Roadies der Band gehen. Wegen der COVID-19-Pandemie konnte die Band nicht auf Tournee gehen.

## Hintergrund
Das Titellied We’re the Bastards dreht sich um das enge Verhältnis der Bandmitglieder zueinander sowie das enge Verhältnis zwischen der Band und ihren Fans. Laut Sänger Neil Starr wäre es „definitiv großartig zu wissen“, dass die Band „ein Publikum hat“. Die Musiker „wüssten, dass es da draußen Menschen gibt, die genau das hören wollen“, aber „das Wichtigste wäre, dass die Band Spaß an der Musik hat“.
Todd Campbell hatte zuerst die Idee für den Refrain, bevor Neil Starr die Strophen dazu schrieb. Starr ließ sich dabei von Phil Campbells ehemaliger Band Motörhead und deren Lied (We Are) The Roadcrew inspirieren. Die Idee zu dem Albumtitel kam laut dem Bassisten Tyla Campbell von einem Fan, der über Twitter fragte, wann die Band ihre nächste Platte veröffentlichen würden, und versah den Beitrag mit dem Hashtag #wearethebastards. Dies fand die Band so cool, dass sie es übernommen haben.
Zum Text des Titelliedes erklärte Tyla Campbell, dass Musik seiner Meinung nach für viele Menschen eine Form von Medizin und Therapie darstellt und sie in Musik Heilung finden. Vor diesem Hintergrund kritisierte er das Verhalten der britischen Regierung während der COVID-19-Pandemie.

„Die Regierung unterstützt uns kaum, weil sie die Bedeutung von Kunst für seelisches Befinden anscheinend nicht begreift. Wir erleben als eine schwere Zeit für Mensch und Kunst gleichermaßen.“

## Rezeption

### Rezensionen
Laut Norbert C. vom Onlinemagazin Time for Metal beweist die Band, dass „das gefeierte Debütalbum keine Eintagsfliege war“. Das Album wäre „genau der turbogeladene Kick auf den Hintern, den wir zur Zeit alle brauchen“ und ein „passendes Trostpflaster“ für die Wartezeit, bis wieder Konzerte möglich sind. Er vergab neun von zehn Punkten. Matthias Weckmann vom deutschen Magazin Metal Hammer schrieb, dass „der Rock’n’Roll-Geist auf We’re the Bastards pulsieren“ würde und dass der Stern von Sänger Neil Starr „noch heller als auf dem Erstling strahlen würde“. Weckmann vergab fünf von sieben Punkten.

### Chartplatzierungen
| ChartsChartplatzierungen     | Höchstplatzierung | Wochen |
| ---------------------------- | ----------------- | ------ |
| Deutschland (GfK)            | 37 (1 Wo.)        | 1      |
| Schweiz (IFPI)               | 34 (1 Wo.)        | 1      |
| Vereinigtes Königreich (OCC) | 40 (1 Wo.)        | 1      |